# بيلي ويرث
بيلي ويرث (بالإنجليزية: Billy Wirth)‏ هو منتج أفلام وكاتب سيناريو وعارض وممثل أمريكي، ولد في 23 يونيو 1962 في نيويورك في الولايات المتحدة.

## أعمال

### أفلام
- (1987) الأولاد الضائعون
- (2008) مسحوق أزرق

## وصلات خارجية
- بيلي ويرث على موقع IMDb (الإنجليزية)
- بيلي ويرث على موقع ألو سيني (الفرنسية)
- بيلي ويرث على موقع أول موفي (الإنجليزية)
- بيلي ويرث على موقع قاعدة بيانات الأفلام السويدية (السويدية)
- بيلي ويرث على موقع إن إن دي بي (الإنجليزية)
- بيلي ويرث على موقع قاعدة بيانات الفيلم (الإنجليزية)
- بيلي ويرث على موقع كينوبويسك (الروسية)